# Marcos Roberto
Marcos Roberto Dias Cardoso, mais conhecido como Marcos Roberto (São Paulo, 26 de junho de 1941 — Osasco, 21 de julho de 2012) foi um cantor e compositor brasileiro que fez sucesso desde a década de 1960 e na década de 1980 com a música A última carta, que ficou meses em primeiro lugar nas paradas e vendeu mais de dois milhões de discos.

## Biografia
Um dos cantores mais premiados, ganhou o troféu Chico Viola e vários discos de platina e diamante. Devido ao grande sucesso, participou dos principais programas de rádio e televisão da época. A música "A Última Carta" originalmente é do compositor potiguar Antonio Marcelino Vieira, de nome artístico AMV, falecido em 2006, que doou a letra e a melodia a Marcos Roberto, por ocasião de uma apresentação que este último fazia numa pequena cidade do Rio Grande do Norte, em 1970. A doação de músicas - por pequenos compositores a artistas de renome nacional - era um fato corriqueiro nos anos 60/70, no Nordeste brasileiro.
Marcos Roberto ultimamente era produtor de novos cantores e bandas musicais e continuava compondo músicas. Marcos Roberto foi um dos nomes ligados à Jovem Guarda, nos anos 60, participante do consagrado programa comandado por Roberto Carlos, na TV Record. Participou com grande brilho do show da Rádio América, em 15 de março de 1968, no antigo Cine Piratininga do Bras, espetáculo comandado por José Paulo de Andrade, Sergio de Freitas e Newton Miranda, apresentadores de uma das programações jovens de maior audiência no rádio, na época.
Marcos Roberto faleceu no dia 21 de julho de 2012, aos 71 anos, devido a falência múltipla dos órgãos. O cantor estava internado no Hospital Municipal Antônio Giglio, na cidade de Osasco, em São Paulo, segundo amigos e familiares Marcos Roberto sofria de depressão por causa da morte de sua mulher vítima de câncer.